# گای بونت
گای بونت (به انگلیسی: Guy Bonnet) (۸ اوت ۱۹۴۵ - ۸ ژانویهٔ ۲۰۲۴) خواننده فرانسوی بود.
او نماینده فرانسه در مسابقه آواز یوروویژن ۱۹۷۰ و مسابقه آواز یوروویژن ۱۹۸۳ بود.